# Pacific Life Open 2002
Pacific Life Open 2002, známý jako Indian Wells Masters 2002, byl společný tenisový turnaj mužského okruhu ATP Tour a ženského okruhu WTA Tour, hraný v areálu Indian Wells Tennis Garden na otevřených dvorcích s tvrdým povrchem Plexipave. Konal se mezi 6. až 17. březnem 2002 v kalifornském Indian Wells jako 29. ročník turnaje.

## Základní imformace
Mužská polovina se řadila do třetí nejvyšší kategorie okruhu série Tennis Masters a její dotace činila 2 950 000 amerických dolarů. Ženská část disponovala rozpočtem 2 100 000 dolarů a stala se také součástí třetí nejvyšší úrovně okruhu WTA Tier I.
Nejvýše nasazenými v singlových soutěžích se staly světová jednička Lleyton Hewitt z  Austrálie a třetí hráčka klasifikace Kim Clijstersová z Belgie. Jako poslední přímí účastníci do dvouhry nastoupili 58. hráč žebříčku Ital Franco Squillari a mezi ženami polská 91. žena klasifikace Francouzka Céline Beigbederová.

## Vítězové
Čtrnáctou trofej z dvouhry okruhu ATP Tour a první ze série Masters si odvezl Australan Lleyton Hewitt. Premiérový singlový titul na okruhu WTA Tour vybojovala 18letá Slovenka Daniela Hantuchová a připsala si odměnu 332 tisíc dolarů.
V mužském deblu triumfovala bahamsko-kanadská dvojice Mark Knowles a Daniel Nestor, jejíž členové navázali na turnajový titul z roku 1997. Ženskou čtyřhru ovládl americko-australský pár Lisa Raymondová a Rennae Stubbsová.

## Přehled finále

### Mužská dvouhra
- Lleyton Hewitt vs.  Tim Henman, 6–1, 6–2

### Ženská dvouhra
- Daniela Hantuchová vs.  Martina Hingisová, 6–3, 6–4

### Mužská čtyřhra
- Mark Knowles /  Daniel Nestor vs.  Roger Federer /  Max Mirnyj, 6–4, 6–4

### Ženská čtyřhra
- Lisa Raymondová /  Rennae Stubbsová vs.  Jelena Dementěvová /  Janette Husárová, 7–5, 6–0